# فرودگاه شهری هوکر
فرودگاه شهری هوکر (به انگلیسی: Hooker Municipal Airport) یک فرودگاه همگانی بهره‌برداری هوایی است که یک باند فرود آسفالت دارد و طول باند آن ۱۰۰۹ متر است. این فرودگاه در کشور ایالات متحده آمریکا قرار دارد و در ارتفاع ۹۱۳ متری از سطح دریا واقع شده‌است.